# No. 2 Squadron RAF
Le No. 2 Squadron RAF est un squadron de la Royal Air Force formé le 13 mai 1912 et encore actif en 2024. Il est l'escadron avec le plus de durée d'activité cumulée dans la Royal Air Force (d'autres escadrons ont été créés à la même date et sont toujours actifs, mais ont été dissous pendant quelques mois ou années au cours de leur existence).

## Histoire

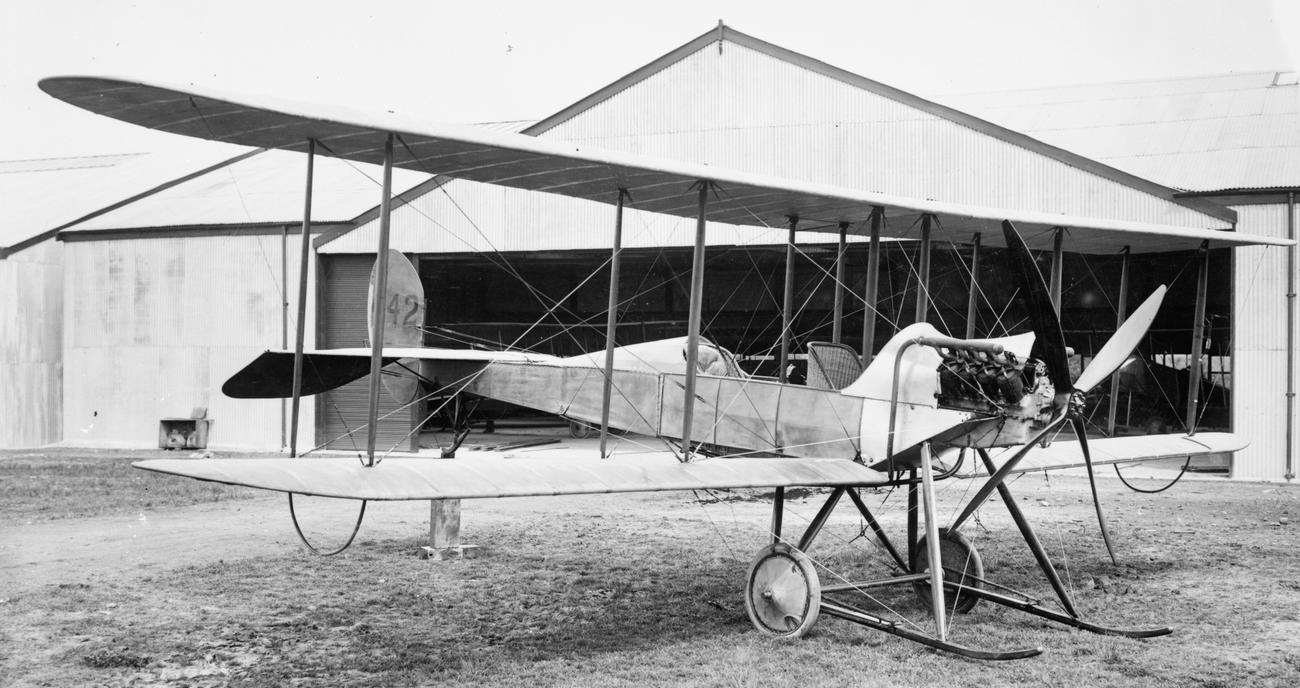
Royal Aircraft Factory B.E.2 du No. 2 Squadron à Montrose, en Ecosse.

Le No. 2 Squadron est formé à Farnborough le 13 mai 1912, ce qui en fait l'un des premiers escadrons du Royal Flying Corps. Il déménage cependant rapidement à Montrose, en Écosse. Lorsque la Première Guerre mondiale éclate, il est déplacé vers le sud et rejoint le reste du corps expéditionnaire britannique en France. Pendant toute la durée du conflit, l'escadron mène des missions de reconnaissance aérienne,. Même si son rôle n'est pas de combattre dans les airs, un de ses pilotes atteint tout de même le statut d'as : Arthur William Hammond.
Le No. 2 Squadron rentre au Royaume-Uni en février 1919 et est dissous le 20 janvier de l'année suivante. Il est cependant reformé le 1er février 1920 en Irlande et équipé de Bristol F.2. Après avoir alterné entre l'Angleterre et l'Irlande, l'escadron est basé à Farnborough en 1922, puis RAF Manston à partir de mars 1924. Entre avril 1927 et octobre 1928, le No. 2 Squadron est brièvement envoyé à Shanghai avant de regagner l'Angleterre. Durant l'entre-deux-guerres, l'escadron se spécialise dans la coopération d'armée (en). Pour cela, le No. 2 Squadron passe successivement au Armstrong Whitworth Atlas puis au Westland Lysander. C'est avec ce dernier type d'appareil que l'escadron intègre la composante aérienne du corps expéditionnaire envoyé en France en 1939.
Pendant la Seconde Guerre mondiale, le No. 2 Squadron conserve ses Lysander jusqu'en avril 1942, tout en opérant également des Curtiss P-40 Warhawk (Tomahawk dans la désignation britannique),. Les deux types sont finalement remplacés par des North American P-51 Mustang. Lors du débarquement de Normandie, le No. 2 Squadron mène des missions en soutien du 21e groupe d'armées avant d'être rééquipé de Supermarine Spitfire en novembre 1944,. Après la fin de la Seconde Guerre mondiale, l'escadron reste en Allemagne dans le cadre de la Second Tactical Air Force. Ses Spitfire sont remplacés par des Gloster Meteor en 1950. Il se déplace en Allemagne pendant plusieurs décennies et est basé à plusieurs reprises à Sylt, Celle, Wunsdorf, Lubeck, Wahn, Buckeburg, Gutersloh, Geilenkirchen, Jever avant de retourner à Gutersloh,.

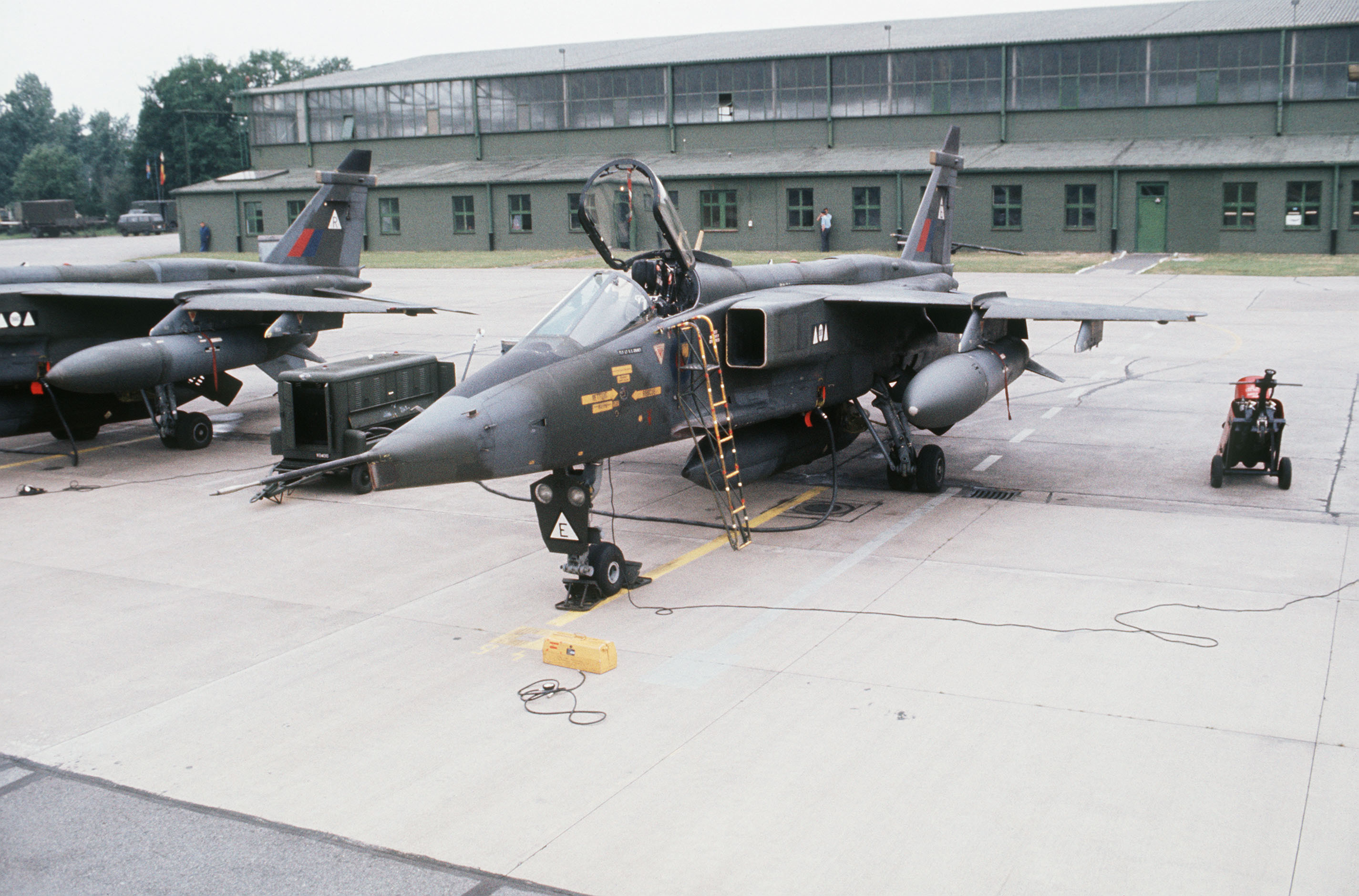
SEPECAT Jaguar GR1 du No. 2 Squadron lors de l'événement Tactical Air Meet '78 à, République fédérale d'Allemagne, le 15 mai 1978.

Dans les années 1970, l'escadron est rééquipé de McDonnell Douglas F-4 Phantom II en 1971 puis de SEPECAT Jaguar en 1976. C'est avec ce dernier type d'appareil que le No. 2 Squadron rentre en Angleterre à la fin de la guerre froide en 1991 (pour la première fois depuis 1944). Il est alors basé à RAF Marham et rééquipé de Panavia Tornado dédiés à la reconnaissance. En janvier 2015, le No. 2 Squadron est dissous puis reformé presque immédiatement à RAF Lossiemouth. Les Tornado servent à créer le No. 12 Squadron RAF tandis que le nouveau No. 2 Squadron est équipé d'Eurofighter Typhoon.